# Барнард, Крис
Крис Барнард (африк.  Christiaan Johan Barnard, Chris Barnard, 15 июля 1939, Нелспрейт — 28 декабря 2015, Кейптаун) — южноафриканский писатель и сценарист. Писал на африкаанс.

## Биография
Окончил Университет Претории. Принадлежал к поколению 60-х годов. C 1967 года сотрудничал с популярным журналом Huisgenoot, вёл в нём колонку.
Вторая жена (с 1978) — актриса и кинорежиссёр Катинка Хейнс, она поставила несколько фильмов по романам и сценариям мужа.

## Произведения

### Проза
- Bekende onrus, роман (1961, литературная премия Центрального агентства новостей)
- Die houtbeeld, повесть (1961)
- Man in die middel, роман (1963)
- Dwaal, повесть (1964)
- Die swanesang van majoor Sommer, повесть (1965)
- Duiwel-in-die-bos, рассказы (1968, литературная премия Центрального агентства новостей)
- Mahala, роман (1971, премия Хофмейра; голл. пер. 1973, англ. пер. 1976, нем. пер. 1984)
- Chriskras, рассказы (1972)
- Chriskras: 'n tweede keur, рассказы (1976)
- So onder deur die maan: Chriskras 3, рассказы (1985)
- Klopdisselboom — die beste van Chriskras, рассказы (1988)
- Moerland, роман (1992, премия Хофмейра, премия Центрального агентства новостей)
- Boendoe, роман (1999, короткий список Премии «Индепендент» за переводную прозу, 2013)
- Oulap se blou, рассказы (2008)

### Пьесы
- Pa, maak vir my 'n vlieër, Pa (1964)
- 'n Stasie in die niet (1970)
- Die rebellie van Lafras Verwey (1971, премия South African Broadcasting Corporation)
- Iemand om voor nag te sê (1975)
- Op die pad na Acapulco (1975)
- 'n Man met vakansie (1977)
- Taraboemdery (1977)

## Признание
- Премия Академии наук и искусств ЮАР за прозу и драматургию (1973, 1991) и др. премии. Произведения писателя переведены на многие европейские языки.